# Rui Sousa
Rui Miguel Sousa Barbosa (Lisboa, 17 de julio de 1976) es un ciclista portugués.
El 12 de agosto de 2017 anunció su retirada del ciclismo tras veinte temporadas como profesional y con 41 años de edad.

## Palmarés
| 2000 - 3º en el Campeonato de Portugal en Ruta 2001 - 1 etapa del Trofeo Joaquim Agostinho 2002 - 1 etapa del Gran Premio Internacional MR Cortez-Mitsubishi - 2º en el Campeonato de Portugal en Ruta 2003 - 1 etapa del Gran Premio Internacional MR Cortez-Mitsubishi 2006 - 3º en el Campeonato de Portugal en Ruta | 2008 - 1 etapa de la Vuelta a Portugal 2010 - Campeonato de Portugal en Ruta 2012 - 1 etapa de la Vuelta a Portugal 2013 - 1 etapa de la Vuelta a Portugal 2014 - 1 etapa de la Vuelta a Portugal 2017 - 1 etapa de la Vuelta a Portugal |

## Resultados en Grandes Vueltas y Campeonatos del Mundo
| Carrera         | Carrera         | 1998 | 1999 | 2000 | 2001 | 2002 | 2003 | 2004 | 2005 | 2006 | 2007 | 2008 | 2009 | 2010 | 2011 | 2012 | 2013 | 2014 | 2015 | 2016 | 2017 |
| --------------- | --------------- | ---- | ---- | ---- | ---- | ---- | ---- | ---- | ---- | ---- | ---- | ---- | ---- | ---- | ---- | ---- | ---- | ---- | ---- | ---- | ---- |
|                 | Giro de Italia  | —    | —    | —    | —    | —    | —    | —    | —    | —    | —    | —    | —    | —    | —    | —    | —    | —    | —    | —    | —    |
|                 | Tour de Francia | —    | —    | —    | —    | —    | —    | —    | —    | —    | —    | —    | —    | —    | —    | —    | —    | —    | —    | —    | —    |
|                 | Vuelta a España | —    | —    | —    | —    | 16.º | —    | —    | —    | —    | —    | —    | —    | —    | —    | —    | —    | —    | —    | —    | —    |
| Mundial en Ruta | Mundial en Ruta | —    | —    | —    | 24.º | 77.º | —    | —    | —    | 41.º | —    | —    | —    | —    | —    | —    | —    | —    | —    | —    | —    |

—: no participa

Ab.: abandono